# Carex infirminervia
Carex infirminervia är en halvgräsart som beskrevs av Robert Francis Cox Naczi. Carex infirminervia ingår i släktet starrar, och familjen halvgräs. Inga underarter finns listade i Catalogue of Life.